# Milton (Kentucky)
Milton es una ciudad ubicada en el condado de Trimble en el estado estadounidense de Kentucky. En el Censo de 2010 tenía una población de 574 habitantes y una densidad poblacional de 166,01 personas por km².

## Geografía
Milton se encuentra ubicada en las coordenadas 38°42′51″N 85°22′35″O / 38.71417, -85.37639. Según la Oficina del Censo de los Estados Unidos, Milton tiene una superficie total de 3.46 km², de la cual 3.45 km² corresponden a tierra firme y (0.3%) 0.01 km² es agua.

## Demografía
Según el censo de 2010, había 574 personas residiendo en Milton. La densidad de población era de 166,01 hab./km². De los 574 habitantes, Milton estaba compuesto por el 94.77% blancos, el 0% eran afroamericanos, el 0.35% eran amerindios, el 0.17% eran asiáticos, el 0.52% eran isleños del Pacífico, el 1.74% eran de otras razas y el 2.44% pertenecían a dos o más razas. Del total de la población el 3.83% eran hispanos o latinos de cualquier raza.